# Wolfgang Sondermann
Wolfgang Sondermann (* 4. Juli 1950 in Minden) ist ein deutscher Bauingenieur für Geotechnik bei der Firma Keller Grundbau.
Sondermann ging in Petershagen auf das Gymnasium und studierte Bauingenieurwesen an der TU Braunschweig mit dem Diplom 1976 bei Hanns Simons. 1976 bis 1979 war er Projektingenieur bei Philipp Holzmann in Frankfurt und danach wissenschaftlicher Mitarbeiter am Institut für Grundbau und Bodenmechanik der TU Braunschweig, an der er 1983 promoviert wurde (Spannungen und Verformungen bei bewehrter Erde).  Danach war er Teilhaber und Prokurist im Ingenieurbüro für Geotechnik Simons und Partner in Braunschweig. Ab 1986 war er bei der GKN Keller GmbH (Abteilung Beratung und Entwicklung in Offenbach), der späteren Keller Grundbau, und übernahm 1990 den Bereich Nord. 1998 wurde er Geschäftsführer von Keller und 2000 Geschäftsführer der Keller Holding GmbH mit Zuständigkeit für Kontinentaleuropa, Afrika, dem Mittleren Osten und Asien. Ab 2003 war er im Vorstand der Keller Group plc und deren Executive Director.
2003 wurde er Lehrbeauftragter für Spezialtiefbau an der TU Darmstadt am Lehrstuhl von Rolf Katzenbach. 
Ab 2014 ist er Vorsitzender der Deutschen Gesellschaft für Geotechnik.